# Маяка
Ма́яка (ест. Majaka küla) — село в Естонії, у волості Гяедемеесте повіту Пярнумаа.

## Населення
Чисельність населення на 31 грудня 2011 року становила 41 особу.

## Географія
Село лежить на березі затоки Пярну.
Через населений пункт проходить автошлях 331 (Раннаметса — Ікла).